# Kémkölykök 2. – Az elveszett álmok szigete
A Kémkölykök 2: Az elveszett álmok szigete (eredeti címe: Spy Kids 2: The Island of Lost Dreams) 2002-ben bemutatott amerikai akcióvígjáték Robert Rodríguez rendezésében. A film producerei Rodriguez és Elizabeth Avellán. A főszerepben Antonio Banderas, Carla Gugino, Alexa Vega, Daryl Sabara, Mike Judge, Ricardo Montalbán, Holland Taylor, Emily Osment, Christopher McDonald és Steve Buscemi látható.
A film a Kémkölykök-filmsorozat második része. 2002. július 28.-án mutatták be a Grauman's Chinese Theatre-ben, és 2002. augusztus 7.-én mutatták be a mozik. A kritikusoktól többségében pozitív kritikákat kapott, és 119 millió dolláros bevételt hozott a pénztáraknál.

## Rövid történet
Juni és Carmen Cortez szuperkémeknek meg kell szerezniük egy gépet, ami minden ismert elektromos készülékben zavart tud okozni.

## Szereplők
| Szerep                   | Színész              | Magyar hang (1.)   | Magyar hang (2.)       |
| ------------------------ | -------------------- | ------------------ | ---------------------- |
| Gregorio Cortez          | Antonio Banderas     | Selmeczi Roland    | Zámbori Soma           |
| Ingrid Cortez            | Carla Gugino         | Györgyi Anna       | Majsai-Nyilas Tünde    |
| Carmen Cortez            | Alexa PenaVega       | Bogdányi Titanilla | Pekár Adrienn          |
| Juni Cortez              | Daryl Sabara         | Czető Roland       | Ács Balázs             |
| Romero                   | Steve Buscemi        | Bezerédi Zoltán    | Horváth-Töreki Gergely |
| Donnagon Giggles         | Mike Judge           | Szirtes Gábor      | Rosta Sándor           |
| Isidoro "Machete" Cortez | Danny Trejo          | Varga Tamás        | Varga Tamás            |
| Felix Gumm               | Cheech Marin         | Ujlaki Dénes       | Bolla Róbert           |
| Gary Giggles             | Matt O'Leary         | Előd Botond        | Ungvári Gergely        |
| Gerti Giggles            | Emily Osment         |                    | Hermann Lilla          |
| Nagypapa                 | Ricardo Montalban    | Buss Gyula         | Ujréti László          |
| Nagymama                 | Holland Taylor       | Kassai Ilona       | Menszátor Magdolna     |
| Fegan Floop              | Alan Cumming         | Crespo Rodrigo     | Seder Gábor            |
| Alexandra                | Taylor Momsen        |                    | Gyarmati Laura         |
| Amerikai elnök           | Christopher McDonald | Mihályi Győző      |                        |
| Dinky Winks              | Bill Paxton          |                    | Damu Roland            |
| Alexander Minion         | Tony Shalhoub        | Cs. Németh Lajos   |                        |

## Forgatási helyszínek
- Arenal-tó, Costa Rica
- Austin, Texas, USA
- Big Bend National Park, Texas, USA
- Manuel Antonio, Costa Rica
- San Antonio, Texas, USA
- Six Flags Over Texas, Arlington, Texas, USA[4]

## Fogadtatás
A Rotten Tomatoes oldalán 75%-os értékelést ért el, és 6 pontot szerzett a tízből. A Metacritic honlapján 66 pontot szerzett a százból, 29 kritika alapján.
Roger Ebert három csillaggal értékelte a maximális négyből. Kenneth Turan, a The New York Times kritikusa 4 ponttal értékelte az ötből.